# Alexander Taubert
Alexander Taubert (* 11. Februar 1969 in Mannheim) ist ein ehemaliger deutscher Triathlet. Er ist Sieger auf der Langdistanz (1995, 1996), Deutscher Meister Triathlon Langdistanz (2005) und wird in der Bestenliste deutscher Triathleten auf der Ironman-Distanz geführt.

## Werdegang
Alexander Taubert startete 1986 in Koblenz bei seinem ersten Triathlon.
1991 nahm er erstmals in Roth bei einem Bewerb über die Langdistanz teil (3,86 km Schwimmen, 180,2 km Radfahren und 42,195 km Laufen).

1991, 1992 und 1993 gewann er jeweils beim Ironman Hawaii seine Altersklasse (18–24 Jahre).
1995 und 1996 konnte er in Zürich auch den „Euroman“ gewinnen, die Vorgängerveranstaltung des Ironman Switzerland.
2002 wurde er als erster Triathlet in Mannheim Sportler des Jahres.
Er startete zwischen 1991 und 2006 sechzehnmal in Folge beim Ironman Hawaii, sein größter Erfolg war ein vierter Rang 2004 – nachdem ihm nur vier Monate zuvor bei einem schweren Radunfall der Oberschenkelmuskel oberhalb des Knies durchtrennt wurde.

### Deutscher Meister Triathlon-Langdistanz 2005
Im Juli 2005 wurde er beim Challenge Roth Deutscher Meister auf der Langdistanz.
Seit 2008 tritt Taubert nicht mehr international in Erscheinung.
Seit November 2010 ist er Cheftrainer des „Soprema Team TSV Mannheim“. Alex Taubert lebt in Mannheim.

## Auszeichnungen
- 2002 Sportler des Jahres, Mannheim

## Sportliche Erfolge
| Datum/Jahr    | Rang | Wettbewerb          | Austragungsort | Zeit     | Bemerkung                                                             |
| ------------- | ---- | ------------------- | -------------- | -------- | --------------------------------------------------------------------- |
| 22. Juni 1997 | 1    | HeidelbergMan       | Heidelberg     | 02:07:38 |                                                                       |
| 16. Juni 1996 | 3    | HeidelbergMan       | Heidelberg     | 02:07:09 |                                                                       |
| 12. Juni 1994 | 2    | Maxdorfer Triathlon | Maxdorf        | 04:54:12 | Zweiter bei der ersten Austragung des Wettkampfes hinter Lothar Leder |

| Datum/Jahr    | Rang | Wettbewerb                                       | Austragungsort   | Zeit     | Bemerkung |
| ------------- | ---- | ------------------------------------------------ | ---------------- | -------- | --- |
| 24. Mai 2008  | 10   | Ironman Lanzarote                                | Playa del Carmen | 09:20:53 | [ 3 ] [ 4 ] |
| 26. Aug. 2007 | 10   | Ironman Louisville                               | Louisville       | 09:12:27 | |
| 8. Juli 2007  | 6    | Ironman Austria                                  | Klagenfurt       | 08:35:26 | Sechster hinter dem Sieger Marino Vanhoenacker                                                                        |
| 21. Okt. 2006 | 29   | Ironman Hawaii                                   | Hawaii           |          | |
| 2. Juli 2006  | 4    | Ironman Switzerland                              | Zürich           | 08:36:29 | |
| 15. Okt. 2005 | 88   | Ironman Hawaii                                   | Hawaii           |          | |
| 3. Juli 2005  | 1    | DTU Deutsche Meisterschaft Triathlon Langdistanz | Roth             | 08:08:17 | Zweiter beim Challenge Roth – hinter dem Australier Chris McCormack – und damit deutscher Meister auf der Langdistanz |
| 16. Okt. 2004 | 4    | Ironman Hawaii                                   | Hawaii           | 08:45:35 | 4. Rang bei seinem 14. Start auf Hawaii                                                                               |
| 18. Okt. 2003 | 21   | Ironman Hawaii                                   | Hawaii           |          | |
| 19. Okt. 2002 | 5    | Ironman Hawaii                                   | Hawaii           | 08:38:58 | als zweitbester Deutscher hinter Thomas Hellriegel                                                                    |
| 25. Mai 2002  | 6    | Ironman Lanzarote                                | Playa del Carmen | 09:13:10 | |
| 6. Okt. 2001  | 12   | Ironman Hawaii                                   | Hawaii           | 09:00:11 | |
| 14. Okt. 2000 | 15   | Ironman Hawaii                                   | Hawaii           |          | |
| 23. Okt. 1999 | 29   | Ironman Hawaii                                   | Hawaii           |          | |
| 1. Okt. 1998  | 14   | Ironman Hawaii                                   | Hawaii           |          | |
| 18. Okt. 1997 | 9    | Ironman Hawaii                                   | Hawaii           |          | |
| 3. Aug. 1997  | 2    | Ironman Switzerland                              | Zürich           | 08:32:28 | zweiter Rang hinter dem Schweizer Pierre-Alain Frossard                                                               |
| 26. Okt. 1996 | 6    | Ironman Hawaii                                   | Hawaii           | 08:30:45 | beste Finisher-Zeit eines deutschen Athleten bei der Weltmeisterschaft                                                |
| 11. Aug. 1996 | 1    | Euroman                                          | Zürich           | 08:28:20 | |
| 7. Okt. 1995  | 17   | Ironman Hawaii                                   | Hawaii           |          | |
| 1. Aug. 1995  | 1    | Euroman                                          | Zürich           |          | |
| 30. Okt. 1994 | 12   | Ironman Hawaii                                   | Hawaii           |          | 1. Rang in der Altersklasse (25–29 Jahre)                                                                             |
| 23. Okt. 1993 | 37   | Ironman Hawaii                                   | Hawaii           |          | 1. Rang Junioren (18–24 Jahre)                                                                                        |
| 10. Okt. 1992 | 24   | Ironman Hawaii                                   | Hawaii           |          | 1. Rang Junioren (18–24 Jahre)                                                                                        |
| 19. Okt. 1991 | 24   | Ironman Hawaii                                   | Hawaii           |          | 1. Rang bei den Junioren (18–24 Jahre)                                                                                |